# Поздовжня хвиля

Поздовжня хвиля — хвиля, у якій коливання в кожній точці простору паралельні напрямку розповсюдження. Хвиля, у якій коливання відбуваються в площині, перпендикулярній напрямку поширення, називається поперечною.
У поздовжній електромагнітній хвилі вектор напруженості електричного поля направлений паралельно напрямку розповсюдження.
Прикладом поздовжніх хвиль є звукові хвилі в газі.

## Інтернет-ресурси
- An interactive simulation of longitudinal travelling wave [Архівовано 24 лютого 2007 у Wayback Machine.]
- Wave types explained using high speed film and animations [Архівовано 29 листопада 2016 у Wayback Machine.]